# 今甦る!昭和ヒーロー列伝
『今甦る! 昭和ヒーロー列伝』（いまよみがえる しょうわヒーローれつでん）は、1993年2月から1996年6月まで中京テレビで月に1回、深夜の「土曜エンターテイメント」枠で放送されていた特撮ヒーローを題材としたテレビ番組。ただし、毎年12月のみ年末編成で放送を休止していた。また、1996年の4月、5月は放送していない。

## 概要
1970年代を中心とした昭和期の特撮番組を取り上げて視聴者に紹介していた深夜番組である。番組は主に、その作品の第1話・代表的な話・最終話の3本を取り上げて放送していた。当時、再放送やビデオソフトがなく視聴困難だった作品も多数登場しており、中でも『サンダーマスク』、『魔神バンダー』、『UFO大戦争 戦え! レッドタイガー』の3作品は、この番組で再放送されたのを最後に2022年現在まで一切再放送・映像ソフト化が行われていない。
司会および作品解説を担当していたのは、特撮に詳しい中京テレビ映像企画（現：CTV MID ENJIN）所属のディレクター（当時）・喜井竜児で、登場時にはその作品に関係するコスプレをしていた。また、喜井は番組内で放送したオリジナル作品『セーラーファイト!』の監督も務めていた。
番組のオープニングおよびエンディングには、その回に紹介する作品に関連した放映当時のおもちゃ（主にソフトビニール人形）が使われていた。また、そういった懐かしいおもちゃが、視聴者へプレゼントもされていた。
BGMは、オープニングタイトルに『ヤッターマン』の後期主題歌「ヤッターキング」のイントロとコーダを編集したもの、おたよりコーナーなどでは『逆転イッパツマン』の挿入歌「嗚呼！逆転王」のカラオケを使用していた。

## 放送リスト
| 放送回 | 放送日         | タイトル                       | 放送エピソード | 喜井のコスプレ                                   | セーラーファイト!                                                         |
| ------ | -------------- | ------------------------------ | --- | ------------------------------------------------ | ------------------------------------------------------------------------- |
| 第1回  | 1993年2月27日  | ファイヤーマン                 | 第2話「武器は科学だS・A・F」 第12話「地球はロボットの墓場」 第30話「宇宙に消えたファイヤーマン」                             | S.A.F.ひみつ基地                                 |                                                                           |
| 第2回  | 1993年3月20日  | プロレスの星 アステカイザー    | 第1話「かがやけ! アステカの星」 第11話「栄光へのチャレンジャー!!」 第26話「鷹よ! 栄光のリングへはばたけ」                    | サタン・デモン                                   |                                                                           |
| 第3回  | 1993年4月24日  | SFドラマ 猿の軍団              | 第6話「人間の味方現わる?」 第14話「猿の国もお正月?」 第26話「喜びの帰還」                                                    | ゲバー                                           |                                                                           |
| 第4回  | 1993年5月29日  | ジャンボーグA                  | 第1話「エメラルド星からの贈り物」 第27話「ジャンボーグA-2号誕生!その名はJ-9」 第50話「トウキョウ最後の日」                   | サタンゴーネ                                     |                                                                           |
| 第5回  | 1993年6月26日  | トリプルファイター             | 第1話「行け! 栄光のファイター」 第15話「恐怖の目が死のウインクだ!」 第26話「さようなら トリプルファイター」                  | デビラー                                         |                                                                           |
| 第6回  | 1993年7月24日  | 戦え! マイティジャック         | 第1話「かかった罠はぶっ飛ばせ!」 第16話「来訪者を守りぬけ」 第26話「希望の空へとんで行け! 後編」                             | Q戦闘員                                          |                                                                           |
| 第7回  | 1993年8月28日  | アイアンキング                 | 第1話「朝風の密使」 第18話「ロボット怪獣全滅作戦」 第26話「東京大戦争」                                                      | 不知火一族戦闘員 独立幻野党員 宇虫人タイタニアン |                                                                           |
| 第8回  | 1993年9月25日  | 快傑ズバット                   | 第1話「さすらいは爆破のあとで」 第15話「哀しき母の子守り歌」 第32話「さらば斗いの日々、そして」                              | ダッカー戦闘員                                   |                                                                           |
| 第9回  | 1993年10月27日 | 忍者キャプター                 | 第1話「東京タワーに立つ七人の忍者」 第27話「新しい敵! 甲賀忍者団!」 第43話「暗闇忍堂の最期」                                 | 暗闇忍堂                                         | 第1話「セーラーファイター登場!」                                          |
| 第10回 | 1993年11月24日 | スーパーロボット レッドバロン  | 第1話「ロボット帝国の陰謀」 第26話「鉄面党デビラーの最後」 第39話「機械じかけの明日」                                        | ディモスZ                                        | 番外編「セーラーファイトの世界」                                          |
| 第11回 | 1994年1月26日  | 電人ザボーガー                 | 第1話「たたかえ! 電人ザボーガー」 第39話「大滅亡! 悪之宮博士の死」 第52話「ストロングザボーガーよいつまでも」                | 悪之宮博士                                       | 第2話「Dr.フージィの野望」                                                |
| 第12回 | 1994年2月27日  | がんばれ!!ロボコン             | 第1話「おいらロボット ロボコンだい」 第72話「グッドバイン!! ロボット全員独立だ」 第118話「メデタリヤ! ロボコン村は花ざかり」 | ロビンちゃん                                     | 第3話「L.A.から来た男」                                                   |
| 第13回 | 1994年3月27日  | サンダーマスク                 | 第1話「見よ! 暁の二段変身」 第13話「はるかなる銀河の果て」 第26話「さらば勇者 輝く星よ」                                     | 大魔王ベムキング                                 | 第4話「超兵器CX-1」                                                       |
| 第14回 | 1994年4月      | 鉄人タイガーセブン             | 第1話「ムー原人 恐怖の大反乱」 第8話「スカーフに怒りをこめて!!」 第26話「今甦えるタイガースパーク!!」                        | ギル太子                                         | 第5話「帰ってきたジョン」                                                 |
| 第15回 | 1994年5月      | バトルホーク                   | 第1話「闘人どくろ鎌」 第10話「紅鬼大人死す!!」 第26話「妖術師・白虎道士の最後」                                              | 紅鬼大人                                         | 第6話「さらばセーラーファイター」                                         |
| 第16回 | 1994年6月      | 魔神バンダー                   | 第1話 第5話 第13話 | X1号                                             |                                                                           |
| 第17回 | 1994年7月      | 愛の戦士レインボーマン         | 第1話「奇蹟の聖者」 第26話「秘密基地大爆発!!」 第52話「虹に翔ける愛の戦士」                                                  | 魔女イグアナ                                     | 第7話「恐怖のＧ細胞(前編)」                                               |
| 第18回 | 1994年8月      | 恐竜探険隊ボーンフリー         | 第1話「行け! ボーンフリー号」 第17話「キングバトラーの最期！」 第25話「恐竜よいつまでも!」                                   | ボーンフリー隊員                                 | 第8話「恐怖のＧ細胞(後編)」                                               |
| 第19回 | 1994年9月24日  | スペクトルマン                 | 第27話「大激戦!! 七大怪獣」 第49話「悲しき天才怪獣ノーマン」 第63話「さようならスペクトルマン」                              | スペクトルマン（パイロット版）                   | 第9話「死の星を逃れて」                                                   |
| 第20回 | 1994年10月29日 | UFO大戦争 戦え! レッドタイガー | 第1話「さらわれた銀河」 第24話「美しき宇宙の脱走者」 第39話「地球最后の死神」                                                | UFO軍団ブラックデンジャー魔王                    | 第10話「心配性のお父さん」                                                |
| 第21回 | 1994年11月26日 | 妖術武芸帳                     | 第1話「怪異妖法師」 第7話「怪異風摩屋敷」 第13話「怪異人影殺」                                                               | 覚禅                                             | 第11話「発動！怪獣攻撃命令」                                              |
| 第22回 | 1995年1月28日  | 大鉄人17                       | 第1話「謎の鋼鉄巨人」 第26話「大逆転! さらば愛する弟よ」 第35話「さらばワンセブン不滅のナンバー」                            | 南三郎                                           | 第12話「麗しのサブマリーナ」                                              |
| 第23回 | 1995年2月25日  | 好き! すき!! 魔女先生          | 第1話「決闘! すずめが丘」 第14話「アンドロ仮面登場!!」 第26話「死なないで! アンドロ仮面」                                    | クモンデス                                       | 第13話「地球防衛13号作戦」                                                |
| 第24回 | 1995年3月25日  | ザ・カゲスター                 | 第1話「影法師 レインボー作戦!」 第13話「ドクターサタンの世界征服作戦!!」 第34話「死闘!! 激闘!! サタン帝国最後の日!」         | カゲボーシー                                     | コスモヴァージョンの紹介                                                  |
| 第25回 | 1995年4月27日  | ジャイアントロボ               | 第16話「怪ロボットGR2」 第22話「殺人兵器カラミティ」 第26話「ギロチン最後の日」                                              | カラミティ                                       | 第14話「侵略帝国の挑戦状」                                                |
| 第26回 | 1995年5月27日  | 星雲仮面マシンマン             | 第1話「教科書真っ白事件」 第28話「好き!好き!真紀」 第35話「さようなら今日は」                                                | ミスタートンチンカン                             | 第15話「灼熱の火炎怪獣」                                                  |
| 第27回 | 1995年6月24日  | 超神ビビューン                 | 第1話「妖怪退治だ! 超神登場!!」 第26話「妖怪城に地獄が?! 見たぞガルバーの正体」 第36話「決戦妖怪城!! さよなら超神」          | シンドとビリン                                   | 第16話「イド星人の限りなきチャレンジ魂」                                  |
| 第28回 | 1995年7月29日  | 恐竜大戦争アイゼンボーグ       | 第1話「恐竜現わる! D戦隊発進せよ!」 第20話「かがやけ一番星! アイゼンボー」 第39話「さよならアイゼンボーグ」                  | 対恐竜プロジェクト D戦隊隊員                     | 第17話「酔いどれと天使」                                                  |
| 第29回 | 1995年8月19日  | 快傑ライオン丸                 | 第1話「魔王の使者オロチ」 第28話「悪の剣士タイガージョー」 第54話「ライオン丸 最後の死闘」                                   | 果心居士                                         | 『コスプレ戦士キューティーナイト』、ビデオ第3巻『コスモバージョン編』告知 |
| 第30回 | 1995年9月30日  | 緊急指令10-4・10-10            | 第1話「狂った植物怪獣」 第3話「地底怪獣アルフォン」 第26話「非行少女カオリ」                                                 | 電波特捜隊員                                     | 第18話「宇宙刑事ケンちゃん」                                              |
| 第31回 | 1995年10月28日 | 宇宙鉄人キョーダイン           | 第1話「バンザイ!! 兄弟ロボット」 第44話「剣には剣を! さらば弟よ」 第48話「死なないで!! キョーダインよ永遠に」                | デスガッター                                     | 第19話「就職するは我にあり」                                              |
| 第32回 | 1995年11月25日 | 白獅子仮面                     | 第8話「のっぺらぼうが火をふいた」 第11話「三つ目の一つが飛んでくる」 第12話「怪人ヨロイ武者の襲撃」                          | 火焔大魔王                                       | 第20話「恐れていたイド星人の動物園作戦」                                  |
| 第33回 | 1996年1月27日  | ぐるぐるメダマン               | 第1話「ぼくはオバケだぞ」 第15話「マミちゃんの恋人だぞ!!」 第28話「地獄の鬼が迎えに来るゾー」                                | アズキアライ                                     | 『TRUST ME』のPV                                                          |
| 第34回 | 1996年2月24日  | メガロマン                     | 第1話「燃えよ! 炎の超人」 第13話「インベーダー大作戦」 第31話「宿命の対決! メガロマン対仮面怪獣ダガー」                      | キャプテン・ダガー                               | 第21話「史上最大の侵略作戦」                                              |
| 第35回 | 1996年3月30日  | ロボット刑事                   | 第1話「バドーの殺人セールスマン」 第22話「恐悪ミサイルマン バドーの正体!!」 第26話「バドー火星に死す!!」                     | バドー工作員                                     | 第22話（最終回）「哀しみの自爆命令」                                      |
| 第36回 | 1996年6月1日   | 宇宙からのメッセージ・銀河大戦 | 第1話「怪奇! 暗黒大戦艦」 第22話「大魔神ロクセイア」 第27話「さらば! 銀河の勇者」                                            | 惑星ジルーシアの民                               |                                                                           |

## セーラーファイト!
番組内で放送されていた正味4分程度のオリジナル作品。

## エンディングテーマ
- 少年の夢は生きている（作詞・作曲・歌 - 山本正之）
- 少年期（作詞 - 武田鉄矢 / 作曲 - 佐孝康夫 / 歌 - 武田鉄矢）※第4回のみ

## スタッフ
- 構成：緑丘松、神田裕士
- 編成：土井信和
- メイク：三木理
- 玩具協力：ゲイトウエイ、真水稔生
- 企画/造型/ディレクター/プロデューサー：喜井竜児
- 制作協力：中京テレビ映像企画
- 制作著作：中京テレビ